# Joseph Curtel
Joseph Francois Alfred Curtel (Marsiglia, 22 novembre 1893 – Marsiglia, 2 settembre 1960) è stato un ciclista su strada francese, professionista dal 1921 al 1929.
Fu secondo alla Parigi-Roubaix 1927 e quarto alla Parigi-Tours 1926. Partecipò a tre edizioni del Tour de France ma non ne terminò nessuna. Nativo di Marsiglia conquistò molte vittorie e piazzamenti nelle corse della sua regione e del sud della Francia in generale.

## Palmarès
- 1924

Tolone-Aubagne-Tolone
1ª tappa Tour du Sud-Est
4ª tappa Tour du Sud-Est
7ª tappa Tour du Sud-Est
- 1925

Tolone-Augagne-Tolone
Marsiglia-Tolone-Marsiglia
Marsiglia-Lione
- 1926

Marsiglia-Nizza
Nizza-Annot-Nizza
Critérium du Var

### Altri successi
- 1923

Grand Prix de Chateaurenard (Criterium)
- 1924

Grand Prix de Chateaurenard (Criterium)

## Piazzamenti

### Grandi Giri
- Tour de France

1923: ritirato
1924: ritirato
1929: ritirato

### Classiche monumento
- Parigi-Roubaix

1927: 2º